# Jan Weckler

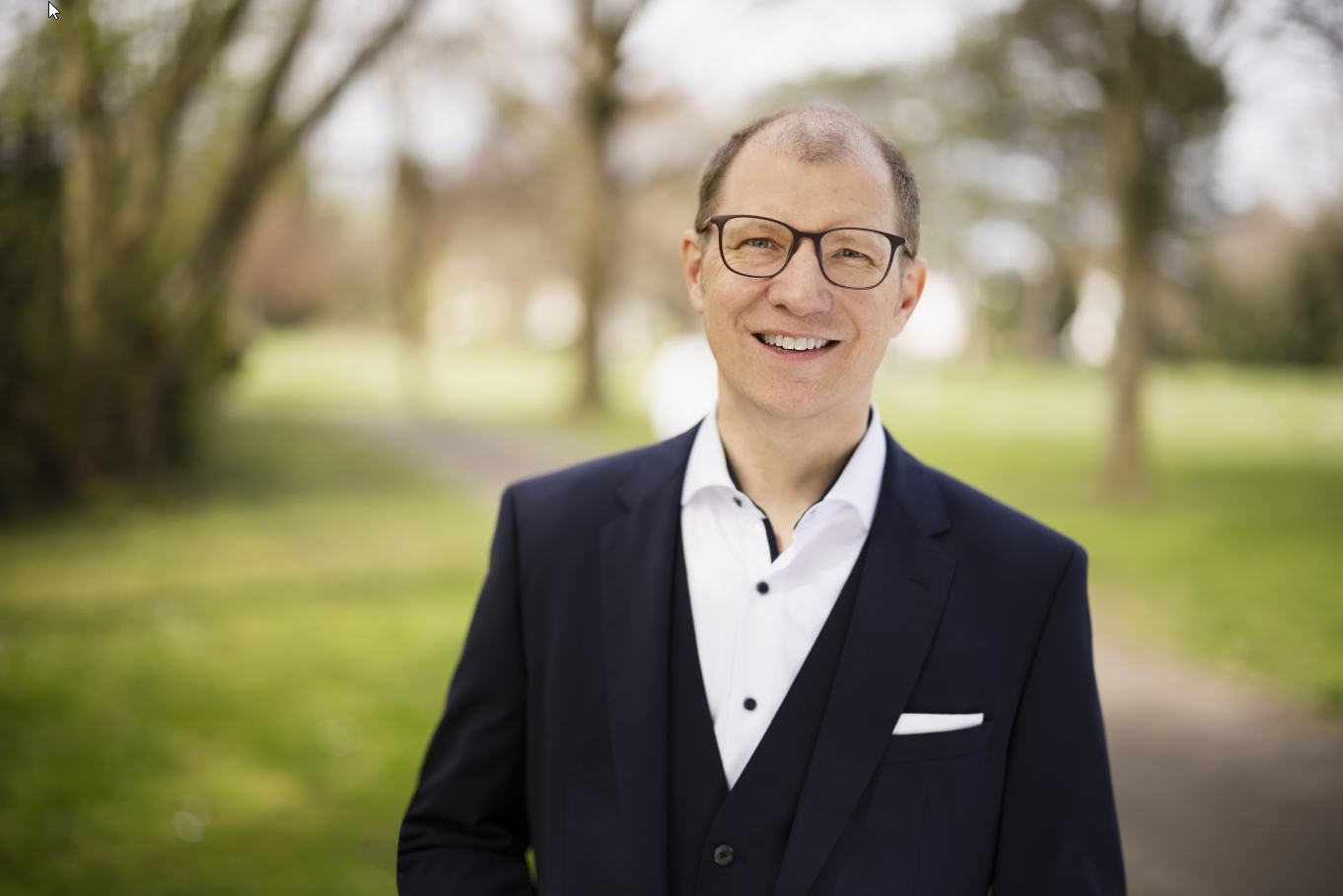
Jan Weckler (2023)

Jan Weckler (* 15. Dezember 1971 in Salmünster) ist ein deutscher Politiker (CDU) und seit 2018 Landrat des Wetteraukreises.

## Leben
Weckler wuchs ab seinem dritten Lebensjahr in Ober-Mörlen auf und besuchte von 1978 bis 1982 die dortige Grundschule. Von 1982 bis 1991 ging er auf die Sankt-Lioba-Schule in Bad Nauheim. Nachdem er zwischen 1991 und 1992 seinen Wehrdienst geleistet hatte, studierte er von 1992 bis 1997 an der Justus-Liebig-Universität Gießen auf Lehramt für Gymnasien in den Fächern Geschichte und Katholischer Religion, sowie ab 1994 auch in dem Fach Sozialkunde. Weckler schloss sein Studium mit der Ersten Staatsprüfung ab. Anschließend absolvierte er von 1997 bis 1999 ein Referendariat an der Christian-Wirth-Schule, einem Gymnasium in Usingen und legt die Zweite Staatsprüfung ab.
Als Lehrer war Weckler erst von 1999 bis 2000 am Taunusgymnasium in Königstein im Taunus, dann von 2000 bis 2004 an der Ricarda-Huch-Schule, einer kooperativen Gesamtschule in Gießen tätig. Von 2004 bis 2006 war er Referent für die „Reden des Ministerpräsidenten“ in der Hessischen Staatskanzlei in Wiesbaden. 2006 erfolgte seine Beförderung zum Regierungsoberrat. Von 2006 bis 2008 war er Schulinspektor am Institut für Qualitätsentwicklung. 2008 wurde er zum Schulamtsdirektor befördert. Von 2008 bis 2016 war er Dezernent für Gymnasien und Gesamtschulen mit Oberstufe am Staatlichen Schulamt für den Hochtaunuskreis und den Wetteraukreis. In dieser Zeit wurde er 2010 zum Leitenden Schulamtsdirektor befördert. 2016 fungierte er als Kommissarischer Amtsleiter am Staatlichen Schulamt für die Stadt Frankfurt am Main.
Seine politische Karriere begann in den 1980er Jahren in der Jungen Union. 1995 wurde er Mitglied in der CDU. Von 1997 bis 2001, sowie erneut von 2006 bis 2017 war er Mitglied in der Gemeindevertretung von Ober-Mörlen und dort auch von 2011 bis 2016 Fraktionsvorsitzender, sowie von 2016 bis 2017 stellvertretender Fraktionsvorsitzender, der CDU-Fraktion. Von 2016 bis 2018 war er Erster Kreisbeigeordneter des Wetteraukreises. 
Am 4. März 2018 kandidierte er bei der Landratswahl im Wetteraukreis. Bei vier Kandidaten im ersten Wahlgang erhielt er mit 44,3 % die meisten der abgegebenen Stimmen. Bei der darauf folgenden Stichwahl am 18. März erhielt er 57,0 % der abgegebenen Stimmen. Sein Amtsantritt erfolgte am 18. April 2018. Nach seiner ersten Amtszeit kandidierte er bei der Landratswahl am 8. Oktober 2023 erneut und setzte sich bereits im ersten Wahlgang mit 52,85 Prozent der Stimmen gegen fünf Mitbewerber durch.
Weckler ist verheiratet und hat zwei Töchter.